# Igbessa
El regne d'Igbessa fou un antic regne nadiu de Nigèria a Iorubalàndia.
Es va posar sota protectorat britànic el 15 de maig de 1888 i en el tractat s'especifica que el regne estava format per les poblacions d'Agbara, Okegere, Ishon, Idologo, Idoye, Agau, Ewutagbe, Imuta, Epatira, Igbodo, Ekogbo, Moshi i Itebu. Limitava al nord amb els regnes d'Otta i Ilubi; al sud amb les aigües d'Oloje; a l'est amb la colònia de Lagos i a l'oest amb el regne d'Ado o Addo. El tractat obligava el rei a no entrar en tractes amb cap altre poder que no fos la Gran Bretanya.